# Bredstjärtad labb
Bredstjärtad labb (Stercorarius pomarinus) är en fågel i familjen labbar. Den häckar cirkumpolärt i arktiska delar av Nordamerika, Europa och Asien. Vintern tillbringar den till havs på södra halvklotet. IUCN kategoriserar den som livskraftig.

## Utseende och läte

### Utseende

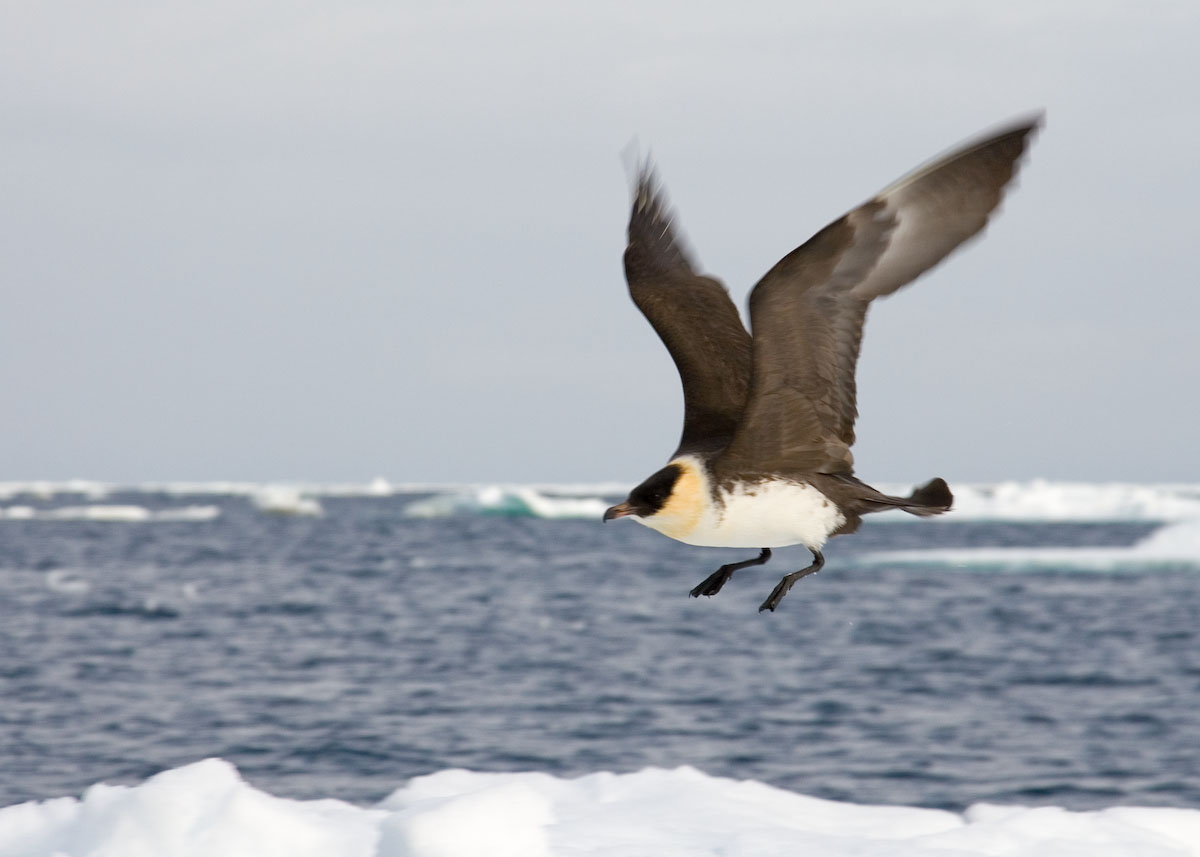
Adult bredstjärtad labb, ljus morf i häckningsdräkt. Notera den breda stjärtavslutningen och att det mörka bröstbandet på denna individ är uppbrutet.

Bredstjärtad labb är större än de i övrigt liknande arterna kustlabb och fjällabb. Kroppslängden växlar mellan 42 och 50 centimeter och den har ett vingspann på mellan 110 och 125 cm. Trots sin storlek i luften ter den sig ganska liten på land. De förlängda stjärtpennorna är inte tillspetsade utan ser ut som en klubba som hänger efter fågeln. Dessa stjärtfjädrar ruggar fågeln två gånger om året, på vintern och våren, så när man ser bredstjärtad labb på flytten saknar den oftast dessa stjärtfjädrar. 
Som hos andra labbar förekommer den bredstjärtade i tre morfer; ljus, mellan och mörk. Den adulta fågeln i ljus morf har en svart hätta på huvudet som sträcker sig ner under näbben. Den har gula fjädrar på sidorna av halsen och runt nacken. Halsen är annars vit och korsas av ett mörkt bröstband. Övre kroppsdelarna är svartbruna och bröstet och undersidan är vita. Den adulta fågeln i svart morf är helmörk så när som på den dubbla ljusa handbasfläcken på över och undersidan av vingen som syns i alla faser och åldrar. Vingarna är annars svartbruna och likaså stjärten. Näbben är brunaktig och fötterna svarta. 

### Läte
Bland lätena hörs skällande ljud och stigande serier med nasala ringande toner. Den hörs dock sällan utanför häckningsområdet.

## Utbredning och systematik

### Utbredning
Bredstjärtad labb har en cirkumpolär utbredning och den häckar i norra Sibirien, norra Kanada och norra Alaska. På vintern flyttar den bland annat till områden i havet väster om Afrika, Arabiska havet, Karibiska havet, i havet nordväst om Sydamerika och söder om Australien. Denna art ses ibland vid den kallare årstiden i Sverige, både vid väst- och östkusten.

### Systematik

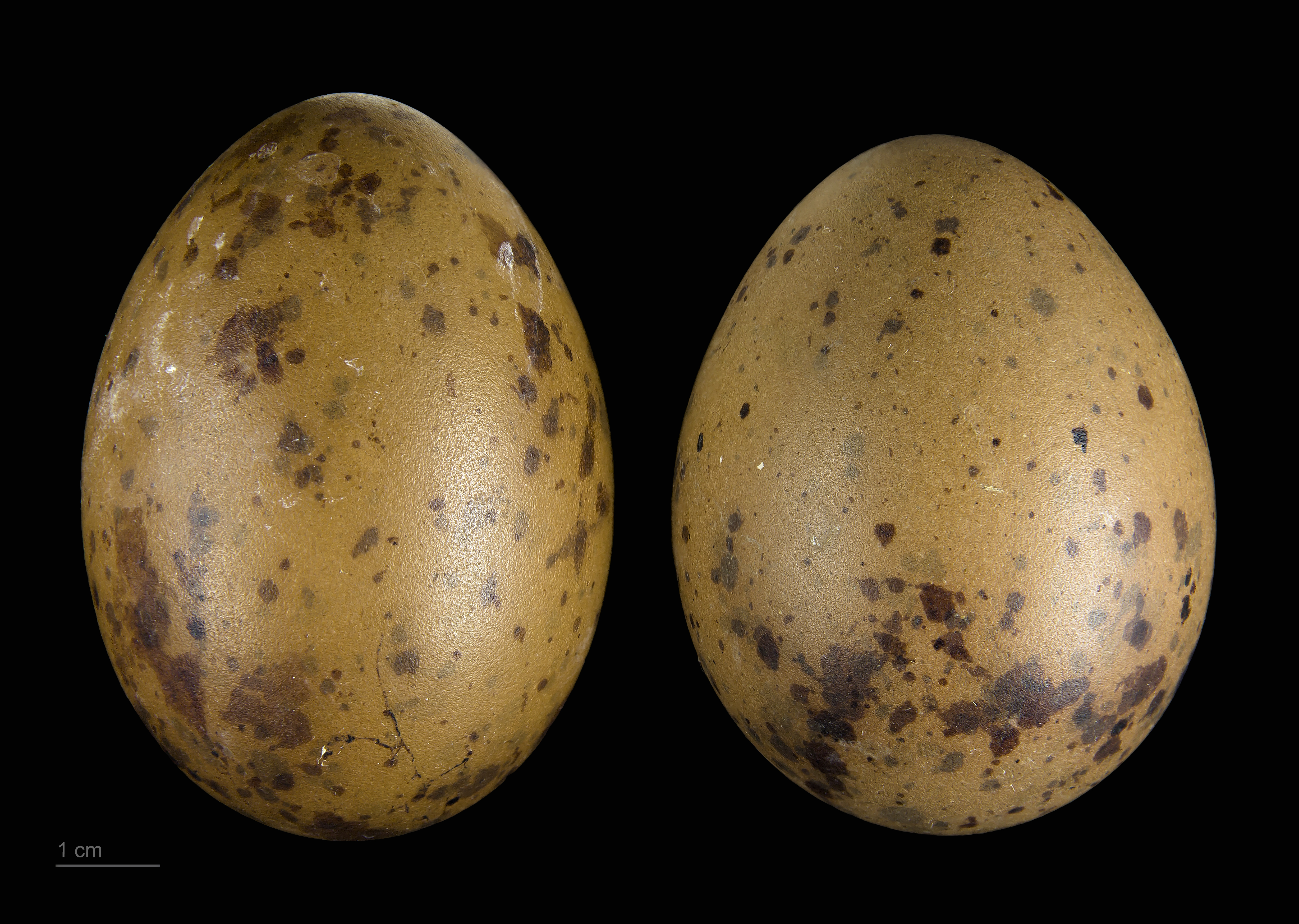
Ägg av bredstjärtad labb.

Bredstjärtade labbens släktskap med övriga labbar är omdiskuterad. Tidigare delades familjen upp i två släkten, Stercorarius för de mindre nordliga arterna bredstjärtad labb, fjällabb och kustlabb samt Catharacta för de större arterna på södra halvklotet samt storlabben. En genetiska studie från 1997 visade dock förvånande nog visat att bredstjärtad labb och storlabb är systerarter. En annan studie ett år senare kom fram till ett annat resultat, att bredstjärtade labben skulle vara systerart till alla andra labbar. Oavsett vad som är korrekt togs resultatet från de båda studierna som argument till att placera alla labbar i ett och samma släkte, där Stercorarius har prioritet. Vissa, som Birdlife International, behåller dock uppdelningen.

## Ekologi

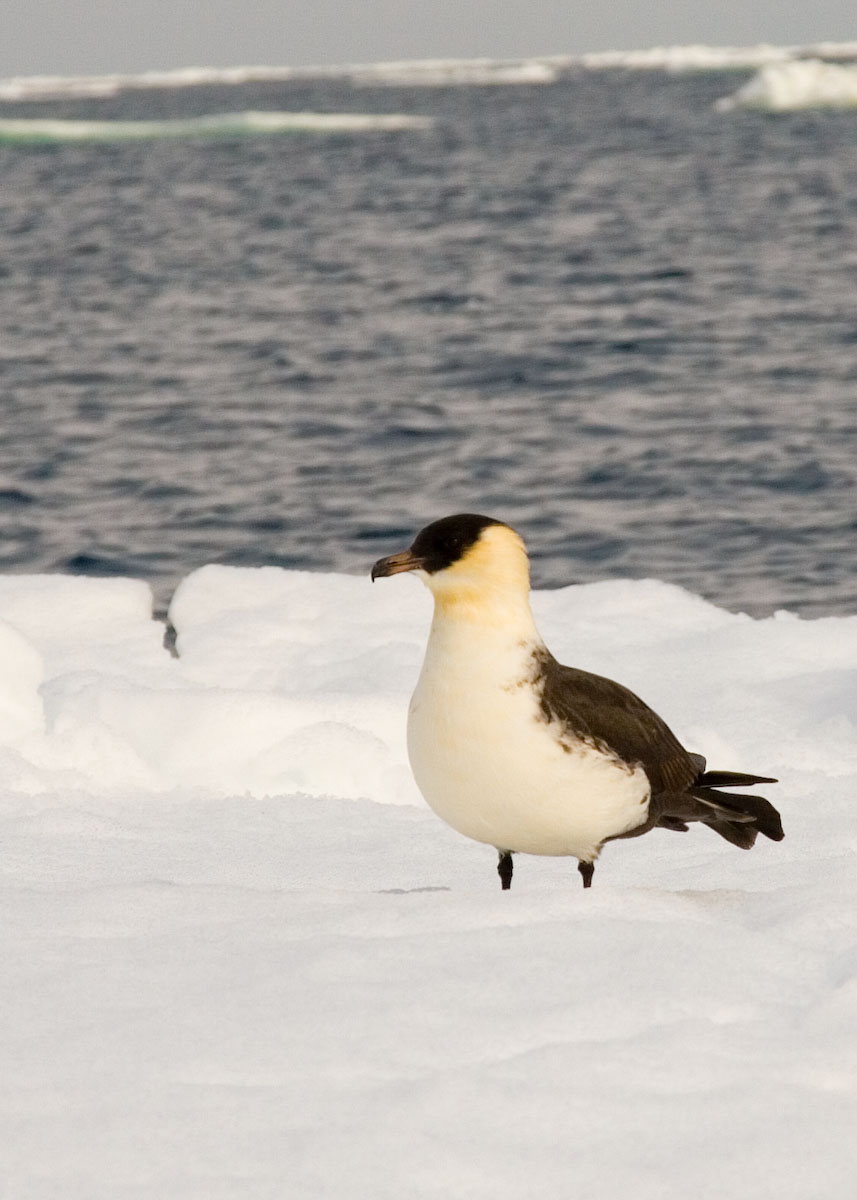
Bredstjärtad labb fotograferad vid Berings hav.

Labbarna är ganska bra på att gå de vilar stående på skären, oftast på den högsta klippan. De simmar ofta men kan inte dyka och de är dåliga störtdykare och kan inte själva fånga andra fiskar än sådana, som befinner sig alldeles under vattenytan. De flesta fiskar fångas istället genom parasitism, dvs den jagar akrobatiskt, mest måsar och tärnor, till de spyr upp fisk ur krävan som labben fångar i flykten. Under häckning tar den bredstjärtade labben även ägg och fågelungar samt fjällmöss och ryggradslösa djur.

## Bredstjärtad labb och människan

### Status och hot
Arten har ett stort utbredningsområde och en stor population med stabil utveckling. Utifrån dessa kriterier kategoriserar IUCN arten som livskraftig (LC). I Europa uppskattas 20 000 par häcka.

### Namn
I fågelskådarkretsar kallas den ibland för "brelle".